# 夏日奇妙書
《夏日奇妙書》（英語：My Marvellous Fable），是中國大陸愛情劇。由丁梓光指導，王霏霏、魏哲鳴主演，於2023年6月11日在芒果TV首播。台灣OTT由LiTV 線上影視、LINE TV、MyVideo全劇上架。此劇講述實習編輯馮天藍為了向作家王葡萄催稿，因而上演了一場奇幻浪漫的公路旅程。

## 製作
- 本劇於2021年7月18日開始拍攝。
- 2021年9月26日殺青[6]。
- 2022年11月，本劇取得廣電總局發行許可證。[1]

## 演員陣容

### 主要人物
| 演員                    | 角色             | 介紹 |
| 王霏霏 （童年：李雨霏） | 王葡萄（王溪雯） | 作家 擅長題材：懸疑 代表作品：《最後一夜》 個性古怪，因經歷過眾多背叛與磨難而逐漸磨練出堅韌的性格。與父親隔閡深重，因父親身患阿茲海默症而不得不回到瓊海。 |
| 魏哲鳴 （高中：潘毅鴻） | 馮天藍           | 山關文化實習編輯 中文和編導雙學位畢業。討好型人格，從小性格軟弱，不會拒絕別人，終於在決定自己的職業規劃中第一次掌握主導權。                               |

### 王葡萄周邊人物
| 演員                    | 角色   | 介紹                                            |
| 李立群 （青年：鄧章華） | 王和平 | 王葡萄的父親。患有阿茲海默症。                  |
| 喬曉莉                  |        | 王葡萄的母親。在王葡萄十歲的時候病逝。          |
| 衛萊                    |        | 王葡萄的小姨。在海邊經營著一家民宿。            |
| 賈一澤                  | 梁文凱 | 王葡萄的前夫。                                  |
| 吳崇軒                  | 徐有光 | 歌手，王葡萄的前男友。2019年1月21日因腦癌病逝。 |
| 米露                    | 露娜   | 王葡萄的前同事。                                |

### 馮天藍周邊人物
| 演員   | 角色   | 介紹                                   |
| 郭玉英 |        | 馮天藍的奶奶。                         |
| 朱宏琪 |        | 馮天藍的父親。                         |
| 喬喬   |        | 馮天藍的母親。                         |
| 葉盛佳 | 張海北 | 馮天藍的高中同學。高中時期因溺水身亡。 |

### 其他人物
| 演員   | 角色   | 介紹                           |
| 張佳航 | 老張   | 山關文化組長。                 |
| 駱翰祺 | 子蕓   | 山關文化編輯。                 |
| 于靈溪 | 媛媛   | 山關文化編輯。                 |
| 高秋梓 | 陸子蕓 | 小說《奇妙正在書入中》的角色。 |
| 梁文慧 | 桂香   | 小說《奇妙正在書入中》的角色。 |
| 鹿祺   | 師兄   | 小說《奇妙正在書入中》的角色。 |

## 影視原聲帶
| 曲序 | 曲目             |        | 作曲   | 演唱者         |
| ---- | ---------------- | ------ | ------ | -------------- |
| 1.   | 蛻變（片尾曲）   | 周天然 | 陳禹驍 | 張岑皙         |
| 2.   | 在此定格（插曲） | 周天然 | 陳禹驍 | 王霏霏、魏哲鳴 |
| 3.   | 與你有關（插曲） | 夜小末 | 熊汝霖 | 熊汝霖         |

## 外部連結
- 豆瓣电影上《夏日奇妙書》的資料 （简体中文）
- 電視劇《夏日奇妙書》的新浪微博